# Megaupload
Megaupload est un site web, créé en 2005 par Kim Dotcom et fermé le 19 janvier 2012 par la justice des États-Unis, qui proposait un service d'hébergement de fichiers en un clic. Basé à Hong Kong, il possédait ou louait des serveurs aux États-Unis (à Ashburn et à Washington, D.C.), aux Pays-Bas, au Canada et en France, et stockait 25 Po de données. Selon le créateur, Kim Dotcom, le site sera rouvert : il serait alors « indestructible », avec du « chiffrement à la volée »,. Megaupload permettait à un internaute de mettre en ligne n'importe quel type de fichier dans la limite de 1 Go pour les utilisateurs libres, et sans limite pour les utilisateurs Premium. Le fichier était alors disponible à n'importe quel internaute au moyen d'un lien qui était attribué au fichier. Les utilisateurs non Premium ne pouvaient pas télécharger des fichiers de plus de 1 Go. Megaupload ne possédait pas de système de recherche de fichiers interne.
Accusé d'avoir violé les lois sur le copyright,, le site a été fermé le 19 janvier 2012 par le département de la Justice des États-Unis, dans le cadre d'une campagne anti-piratage lancée en juin 2010 et parallèlement à l'« Operation In Our Sites (en) » qui a conduit à l'arrêt de centaines de sites considérés comme illégaux. Certaines sources affirment cependant que la vraie raison de la fermeture était principalement due aux lobbys de l'industrie musicale, par crainte de la concurrence d'un système de téléchargement gratuit et légal que Megaupload se serait apprêté à mettre en place,.
Kim Dotcom présente en octobre 2012 le successeur de Megaupload : Mega, le service est disponible depuis le 19 janvier 2013.
Le nom de domaine Me.ga initial a été suspendu par le gouvernement du Gabon, pays d'appartenance de l'extension .ga.
Un nouveau nom de domaine mega.co.nz a été créé le 12 novembre 2012. Ce nom de domaine en .nz est une extension liée à la Nouvelle-Zélande et régie par les lois de ce pays. Kim Dotcom a quitté Mega depuis août 2013.
Kim Dotcom annonce le 7 juillet 2016 sur son compte Twitter que le site rouvrirait ses portes sous le nom de « K.im » cinq ans après l'annonce de sa fermeture par le FBI, plus précisément en janvier 2017. Malheureusement, en raison d'une difficulté rencontrée avec les autorités boursières canadiennes, qui bloquent une transaction s'élevant à près de 100 millions de dollars destinée à financer la nouvelle plateforme, la réouverture de celle-ci est repoussée fin 2019.

## Limitations
L'utilisation des pleines capacités des serveurs nécessitait la souscription à un abonnement payant. Sa version gratuite était notamment caractérisée par :
1. La possibilité de ne télécharger qu'un fichier à la fois ;
2. Un espace de stockage de 200 Go[13] est attribué pour les inscrits, et illimité pour ses utilisateurs « Premium » ;
3. Le téléchargement peut être plus lent étant donné que le site donne la priorité à ses utilisateurs « Premium » ;
4. Le site proposait un système de bonus à ses utilisateurs : un point est donné à l'utilisateur si le contenu téléchargé est inférieur à 100 Mo.

## Services et sites Web
Les services proposés par Megaupload incluaient :
- Megaupload.com, un service d'hébergement en un clic ;
- Megapix.com, un service d'hébergement d'images ;
- Megavideo.com et Megalive.com, des services d'hébergement de vidéos ;
- Megabox.com, un service d'hébergement musical (la sortie officielle de Megabox était prévue pour le lendemain de l'arrestation du fondateur de Megaupload, cela coïncidait aussi avec son anniversaire)[10] ;
- Megamovie.com, un service d'hébergement de films légal (était en développement)[10] ;
- Cum.com, un site d'hébergement de contenu pornographique (anciennement Megaporn, Megarotic et Sexuploader).
- Megaporn un service d'hébergement de vidéos érotiques et pornographiques toujours actif après la création de Cum.com

Megaupload proposait aussi des services financiers (Megafund, Megapay) et de publicité (Megaclick, Megakey). Deux services supplémentaires, Megabackup et Megamovie, étaient en développement quand les sites furent fermés.

## Mega Manager
Megaupload fournissait Mega Manager, un gestionnaire de téléchargement qui comportait un contrôleur de liens pour des liens du site comme des options pour contrôler les fichiers téléchargés, et pour accéder à la boîte de commande en ligne qui est également sur le site Megaupload. Mega Manager permettait de reprendre les téléchargements interrompus.
L'utilisation de la barre d’outils de Megaupload était controversée par certains utilisateurs, ces derniers suspectaient que la barre renvoie vers des sites contenant des logiciels espions, ou se disposait de fonctions susceptibles de suivre les habitudes de l'internaute sur le web[réf. nécessaire].

## Détection des doublons et contrôle MD5
Megaupload utilisait le MD5 pour éviter de stocker plusieurs fois les mêmes fichiers. Un serveur stocke les clefs MD5 des fichiers accompagnées de leur numéro de serveur. Lorsqu'un fichier possède la même clef MD5 qu'un autre déjà présent sur le serveur, seul l'ancien est conservé. Afin d'optimiser la bande passante, un contrôle est fait à l'aide de clefs partielles sur les données déjà transférées. Le téléchargement peut ainsi être arrêté prématurément.
L'exploitation de ce système est connu sous le nom de Metaupload dans la communauté du streaming francophone,.

## Happy hours
Le site proposait aux utilisateurs qui utilisaient la version gratuite deux heures d’happy hour sans limite de bande passante ni attente, tous les jours entre 12 et 14 h (UTC). Cette option était disponible seulement si l'utilisateur avait déjà installé la barre d'outils de Megaupload ou Megakey.

## Récompenses
Afin de fidéliser ses utilisateurs, Megaupload a mis en place un système de points de récompense. Chaque fois qu'un fichier est téléchargé, la personne ayant posté ce fichier sur les serveurs de Megaupload peut recevoir un point de récompense sous certaines conditions. Le fait de regarder une vidéo sur Megavideo dans son intégralité rapporte également un point de récompense à la personne qui a proposé le fichier. Les points de récompense ainsi assimilés peuvent être convertis en récompense selon le nombre de points acquis.
Les gains non-numéraires (gain d'un mois de compte Premium par exemple) sont automatiquement attribués aussitôt la demande effectuée. Seules les personnes ayant acheté un compte Premium via le service de paiement en ligne PayPal peuvent prétendre à une récompense en numéraire. Les paiements sont versés directement sur leur compte PayPal sous un délai de 60 jours.
L'attribution des points se fait selon certaines conditions :
- le fichier téléchargé doit faire moins de 100 Mo ;
- seuls les téléchargements effectués depuis certains pays sont comptabilisés[17] ;
- un seul téléchargement par fichier par adresse IP et par jour est comptabilisé ;
- une vidéo doit être vue dans son intégralité (jusqu'au message « terminé ») afin de rapporter un point.

De nouveaux sites ont vu le jour afin de faciliter le gain des points de récompense sur Megaupload.
Le système de récompense est désactivé de façon temporaire depuis fin juillet 2011. Le motif invoqué est une refonte du programme de récompenses.

## Fronde de l'industrie du cinéma
Fin novembre 2011, les syndicats du cinéma américain et les distributeurs de la vidéo ont décidé de s'attaquer au téléchargement illégal. Ainsi, les opérateurs français sont assignés pour bloquer « les sites de streaming et de téléchargement direct illicites ».
L'industrie du cinéma semble, à partir de cette date, décidée à mettre en pièce le streaming. En cause, la fronde lancée par les syndicats du cinéma et des distributeurs de vidéo américains aux opérateurs français. Google France et Orange confirment la réception d'une telle demande. « Nous avons bien reçu le document d'une centaine de pages, nos juristes sont en train de l'éplucher et nous ne commentons pas pour l'instant », relate l'opérateur Orange à la presse. Un document que tous les autres acteurs (Bouygues, France Télécom ou encore SFR) ont également reçu et par lequel ils sont invités à bloquer les sites de référencement de contenus illégaux.
Si l'industrie du cinéma a depuis quelques années entrepris cette chasse aux sorcières et cherche une solution alternative, les sites de ce type n'ont pas pour autant cessé d'exploiter un trafic estimé à 21 milliards de visites par an. En outre, de nombreux sites semblables ont vu le jour et la possibilité est offerte aux utilisateurs d'ajouter des fichiers qui ont précédemment fait l'objet d'une suppression. Les Majors du cinéma pourraient cette fois trouver un appui de taille en la personne du gouvernement français. Ce dernier a fait de la lutte contre le streaming illégal son cheval de bataille.
Nicolas Sarkozy estime mi-novembre que « sur les sites de streaming, l'idéologie du partage, c'est l'idéologie de l'argent : je vole d'un côté, je vends de l'autre ».

## Fermeture

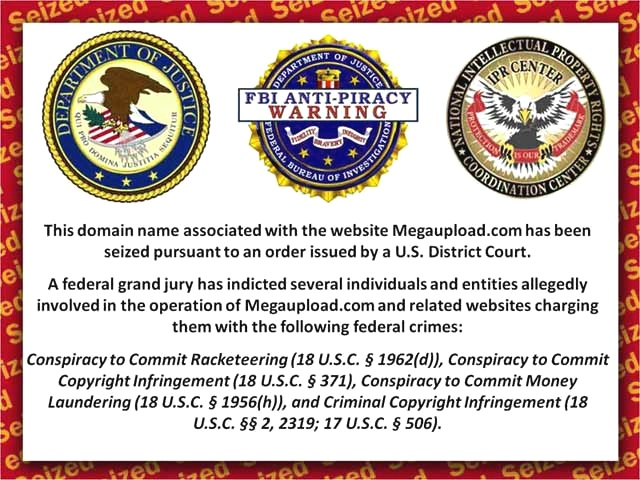
Bannière apparaissant sur la page du site à la suite de sa fermeture

Depuis le jeudi 19 janvier 2012, le site est inaccessible,, ayant été fermé par le département de la Justice des États-Unis.

### Réactions
En réponse, le mouvement Anonymous a lancé l'opération de protestation #OpMegaupload un quart d'heure après l'annonce officielle émanant du gouvernement américain. L'attaque par déni de service bloque l'accès aux sites internet de la justice américaine, d'Universal Music, de la Recording Industry Association of America, de la Motion Picture Association of America, de l'U.S. Copyright Office, de la Hadopi, de l'Utah Chiefs Of Police Association, de la Broadcast Music Incorporated, de la Warner Music Group, du FBI et de Sony,.
De nombreux internautes à travers le monde expriment leur désaccord, notamment sur les réseaux sociaux : par exemple, des internautes postent ainsi des milliers de messages de protestation sur la page Facebook du FBI.
L'ancien président de la République française Nicolas Sarkozy salue la fermeture du site Megaupload et « invite les ministres concernés ainsi que la Hadopi, qui vient d'engager une consultation à ce sujet, à étudier rapidement l'utilité de compléter [la] législation [française] par de nouvelles dispositions». En représailles, il est alors révélé que le site Internet de l'Élysée serait menacé par le mouvement Anonymous. Cette menace est mise à exécution : le vendredi soir 20 janvier, le site Internet de l'Élysée est brièvement indisponible tandis que les sites Internet du Ministère de la Justice et de l'Hadopi sont bloqués. Le site Internet de Vivendi Universal est également bloqué par les partisans d'Anonymous.
Pour la députée UMP Muriel Marland-Militello, « C'est grâce aux initiatives de notre Président de la République Nicolas Sarkozy que la communauté internationale s'est décidée à ne plus céder à un certain fatalisme qui pouvait exister en la matière. Cette décision de justice en est une illustration. […] L'Histoire de la culture se souviendra de Nicolas Sarkozy comme de l'homme qui a dit non. »
La Commission européenne a désapprouvé la fermeture de Megaupload : « La réglementation sur l'internet doit être efficace, proportionnée et préserver les bénéfices d'un réseau ouvert », a déclaré Neelie Kroes, commissaire européenne chargée des nouvelles technologies.
Pour la candidate écologiste aux élections présidentielles françaises de 2012 Eva Joly, « la fermeture de Megaupload et l'arrestation de ses dirigeants est un symptôme supplémentaire de l'incapacité des pouvoirs publics à se projeter au XXIe siècle et à concevoir un projet global éthique associant rémunération des auteurs et fluidité de la culture sur Internet. Faute de stratégie publique intelligente et de réflexion internationale indépendante des lobbies, on continuera à assister à une guerre de l'industrie du copyright face aux créatures qu'elle a engendrées ».
Pour le directeur général du Syndicat national de l'édition phonographique, « c'est un signal très fort à tous ceux qui pensent se jouer de la justice », car cela montre qu'« Internet n'est pas un espace de non-droit».
Certaines associations soulignent la mainmise américaine sur Internet : selon Loïc Damilaville, directeur général adjoint de l'Afnic, « Les autorités américaines ont clairement la mainmise sur toutes les extensions numériques qui sont gérées par des prestataires américains ou situés aux États-Unis ». Jérémie Zimmermann, cofondateur de La Quadrature du Net, affirme que « les États-Unis font clairement de l'ingérence dans l'architecture d'Internet pour aller jusque dans d'autres pays » ; il explique aussi que le FBI a pu facilement mener son enquête parce que les mails de Megaupload étaient hébergés sur un site américain.
Cela dit, le 15 août 2012 à 11 h 42, le fondateur de Megaupload, continue de narguer les autorités américaines : il promet l'arrivée d'un nouveau site « plus gros. Plus performant. Plus rapide. 100 % sécurisé », le 20 janvier 2013 sous le nom de « Mega ».

### Conséquences
À la suite de cette fermeture, des sites similaires à Megaupload, comme Fileserve, Filesonic, Wupload, Uploadstation, Furk, suppriment la rémunération des uploaders et le partage des fichiers, purgent leurs serveurs de tout fichier soupçonné d'illégalité, bloquent des comptes ou encore bloquent l'accès au téléchargement pour les États-Unis,. En revanche, RapidShare n'envisage aucun changement dans ses activités. Au Québec, Allostreaming.com décide d'arrêter définitivement ses services le 20 janvier 2012. Le 5 février, le moteur de recherche de liens en peer-to-peer BTJunkie (en) annonce sa fermeture et n'est plus accessible.
La fermeture de Megaupload a aussi profité à certains de ses concurrents, notamment les services de VOD légaux fournis par les chaînes de télévision, les concurrents directs qui ont choisi de ne pas modifier leurs prestations comme Mediafire, Hotfile ou Rapidshare, des nouveaux venus comme RapidGator qui a vu son trafic exploser, ainsi qu'au peer to peer,.
De nombreux cinéphiles et mélomanes qui diffusaient, parfois avec l'accord des artistes, des œuvres introuvables dans le commerce ou tombées dans l'oubli, décident de fermer leurs sites spécialisés, le plus souvent des blogs, à la suite de la suppression d'une grande partie du contenu vers lequel ils redirigeaient (des fichiers vidéo et audio stockés sur Megaupload). En France, certains de ces sites ferment également par crainte d'une action gouvernementale similaire à celle des américains.
Oron.com, spécialisé dans l'hébergement de contenu pour adultes, est banni par Google qui retire tous les liens directs correspondants référencés dans son moteur de recherche. Le site fait l'objet d'un procès et ferme le 2 août 2012.

### Suppression des données des utilisateurs
Le 30 janvier 2012, le ministère public américain annonce que tous les fichiers des utilisateurs seront bientôt supprimés, les autorités américaines ayant copié les données utiles auxquelles elles pouvaient avoir accès grâce à leur mandat. Les hébergeurs (Cogent, Carpathia Hosting et LeaseWeb (nl)) ont l’autorisation de procéder à l’effacement des données à partir du 2 février.

### Controverses
Certaines sources affirment que l'infraction à la propriété intellectuelle n'est pas la principale raison de la fermeture de Megaupload. Ainsi, reproduisant l'interview d'un développeur du site, le site contrepoints.org affirme que ce seraient les lobbys des majors de l'industrie musicale qui auraient fait fermer le site afin d'éliminer la potentielle concurrence d'un système prévu par Megaupload permettant de télécharger gratuitement et légalement de la musique sans compromettre la rémunération des artistes.
En effet, dans cette interview, Emmanuel Gadaix, responsable technique de Megaupload, affirme que ce projet musical appelé Megabox aurait dû être accessible pour l'anniversaire de Kim DotCom, soit le lendemain de son arrestation. De nombreux artistes (Kanye West, Alicia Keys, Snoop Dogg...) avaient affiché leur soutien à Megaupload dans une vidéo mise en ligne le 9 décembre 2011. En effet, le système Megabox devait permettre la diffusion légale (c'est-à-dire en accord avec les artistes) de musiques, tout en reversant 90 % des bénéfices à ces derniers (notamment grâce à la publicité), contre les 5 % que les majors octroient actuellement aux artistes. Selon certaines rumeurs et suppositions, les majors du disque auraient donc fait pression sur le F.B.I. pour empêcher indirectement (via la fermeture de Megaupload) la mise en place d'un système économique vers lequel tous les artistes se seraient très certainement tournés.

### Irrégularités de procédure
À la suite de plusieurs erreurs de procédure avant et pendant l'arrestation de Kim Schmitz (ce dernier n'a ainsi pas été formellement accusé d'infractions pénales, condition nécessaire pour le déroulement d'un procès), le juge américain Liam O'Grady a déclaré au New Zealand Herald qu'il « ne savait pas si le procès aurait lieu un jour ».

## Nouveau site
En août 2012 Kim Dotcom annonce sur son compte Twitter une possible reprise des services de l’hébergeur de fichiers, avec une nouvelle version « révolutionnaire » du site qui permettrait aux hébergeurs non américains de chiffrer les fichiers en un clic. Le service Megabox devrait également voir le jour, c'est une plateforme de téléchargement de musique financée par la publicité et qui promet une rémunération à 90 % des artistes. Ce retour pourrait se faire dans les prochaines semaines.
Le 23 octobre 2012, Kim Dotcom annonce que le nouveau site, rebaptisé Mega, va ouvrir la semaine suivante, incluant, en plus des fonctionnalités dont disposait Megaupload, un système de messages ainsi qu'un tchat audio et vidéo.
Ce nouveau site est disponible depuis le 19 janvier 2013, un an jour pour jour après la fermeture du précédent service. Le lendemain, Kim Dotcom donnera une conférence de presse pour présenter officiellement son nouveau site depuis son manoir situé en Nouvelle-Zélande.